# Garching (métro de Munich)
Pour les articles homonymes, voir Garching.
Garching (en allemand : U-Bahnhof Garching) est une station de la ligne U6 du métro de Munich. Elle est située dans le centre de la ville périphérique de Garching bei München, sous les Maibaumplatz et Bürgerplatz.

## Situation sur le réseau

Plan du métro (2020).

Établie en souterrain, la station Garching est située sur la ligne U6 du métro de Munich entre les stations Garching-Forschungszentrum, la station terminus de la ligne U6, et Garching-Hochbrück.

## Histoire
La station ouvre le 14 octobre 2006 dans le cadre de la prolongation de la ligne entre Garching-Hochbrück et le centre de recherche de Garching. Le client pour la construction de cette ligne est la ville de Garching. Auparavant, Garching était la seule ville voisine de Munich non reliée au transport ferroviaire.
Les murs sont recouverts de panneaux muraux qui se superposent comme des écailles et sont décorés aux couleurs de la ville de Garching. Les couleurs rouge et blanc dominent dans la partie ouest de la station, tandis que le vert et le blanc dominent dans la partie est. Il y a aussi des œuvres d'art et des miroirs sur les murs derrière les voies. Le A dans le lettrage de Garching est conçu à l'origine sur la base de l'Atomei, correspondant à l'apparence du lettrage de Garching à l'époque. Pour le 10e anniversaire de la station de métro, le lettrage est remplacé par le logo actuel de Garching en octobre 2016. Les tubes fluorescents qui éclairent la plate-forme en dalles de granit sont situés entre les hangars. À l'entrée de la Bürgerplatz et dans les passages de communication se trouvent des vitrines équipées d'expositions changeantes.

## Services aux voyageurs

### Accès et accueil
La station, d'une profondeur d'environ 17 mètres, se compose de deux plates-formes tubulaires, qui sont reliées aux extrémités par deux passages transversaux. Un escalator et un escalier fixe mènent chacun de la plate-forme à la surface. L'escalier ouest, qui dispose également d'un ascenseur, mène à la surface de la Bürgerplatz par une mezzanine, qui abrite un boulanger, l'escalier se terminant sous un bâtiment. À l'extrémité est, on atteint la Maibaumplatz.

### Desserte
La station est desservie par le MVG-Classe B et MVG-Classe C.

### Intermodalité
À l'arrêt, la Bundesstraße 11, qui traverse Garching du nord au sud et s'appelle Münchener Straße dans le secteur de la station, est traversée dans le sens ouest-est.
Il existe des options de transfert vers la ligne de bus 230 vers Ismaning et le centre de recherche, vers la ligne 293 vers Hochbrück et vers l'Auensiedlung à Munich, et vers la ligne 290, qui circule dans Garching et s'arrête trois fois au-dessus de la station sur son parcours.